# Alex Phillips
Alex Phillips, auch Alex Phillips sr., Alec Phillips (* 11. Januar 1900 in Renfrew, Kanada; † 14. Juni 1977 Mexiko-Stadt, Mexiko) war ein kanadischstämmiger Schauspieler und Kameramann mit langjähriger Karriere beim mexikanischen Film, einer der produktivsten Bildgestalter Lateinamerikas.

## Leben und Wirken
Der aus Ontario stammende und zeitweise im zaristischen Russland aufgewachsene Phillips diente im Ersten Weltkrieg als kanadischer Soldat an der Seite Großbritanniens. Über die Patin seines Regiments, den kanadischstämmigen Hollywood-Star Mary Pickford, wurde er kurz nach Kriegsende zum Film gebracht. Zunächst fand Phillips Beschäftigung als Kleindarsteller an der Seite von Leinwandlegenden wie Rudolph Valentino, John Gilbert und Ronald Colman.
Schließlich wechselte Phillips hinter die Kamera und begann sein Handwerk ab 1919 als Assistent (Schnitt, Kamera) bei ‚Christie Comedies‘ zu erlernen. 1921 fotografierte er erstmals eigenverantwortlich einen Film. Nach gut einem Jahrzehnt wenig erfolgversprechender Tätigkeit beim US-Kino entschloss sich Phillips kurz nach Anbruch der Tonfilm-Ära zur Übersiedelung nach Mexiko. Mit Santa realisierte er Ende 1931 den ersten mexikanischen Tonfilm. In den kommenden vier Jahrzehnten fotografierte Alex Phillips eine gewaltige Anzahl – weit über 200 Produktionen – meist billiger, zum Teil aber äußerst populärer und kassenträchtiger Kinofilme für die breite Masse.
Meist handelte es sich dabei um anspruchslose Unterhaltungsware: Melodramen, Romanzen und Dramen, gelegentlich auch Historienstoffe, Abenteuergeschichten und Literaturadaptionen. Nur selten ließ man Phillips, anders als seinen bekanntesten mexikanischen Kollegen Gabriel Figueroa, auch höherwertige Produktionen fotografieren. Zu Alex Phillips’ wichtigsten Arbeiten zählen einige Inszenierungen von Luis Buñuel („Der Weg, der zum Himmel führt“, „Robinson Crusoe“), Roberto Gavaldón („Palast der Sünde“, „Verbrecherische Hände“) und Emilio Fernández („Begierde und Leidenschaft“). Seit den frühen 50er Jahren stand er auch mehrfach bei Filmen von in Mexiko drehenden US-amerikanischen und europäischen Regisseuren hinter Kamera. Ende 1972 ging er in den Ruhestand.
In seinen über vier Jahrzehnten Tätigkeit für das mexikanische Kino wurde Alex Phillips zu einem bedeutenden Lehrmeister einer ganzen Kameraleute-Generation Mexikos. Sein Sohn Álex Phillips junior (1935–2007) trat zu Beginn der 1960er Jahre in die Fußstapfen seines Vaters.

## Filmografie (Auswahl)
- 1921: See My Lawyer
- 1924: Hold Your Breath
- 1925: Seven Days
- 1926: The Nervous Wreck
- 1926: Up in Mabel’s Room
- 1929: The Carnation Kid
- 1929: Divorce Made Easy
- 1931: Santa
- 1932: Águilas frente al sol
- 1932: Mano a mano
- 1933: La mujer del puerto
- 1933: Revolución
- 1933: Su ultima canción
- 1934: Juarez y Maximiliano
- 1934: Sagario
- 1934: Profanación
- 1934: Enemigos
- 1934: Cruz Diablo
- 1935: Tribu
- 1935: Tu hijo
- 1935: Martin Garatuza
- 1935: La familia Dressel
- 1935: Sueños de amor
- 1935: Silencio sublime
- 1936: Celos
- 1936: Mater nostra
- 1936: Judas
- 1936: Irma la mala
- 1936: Suprema ley
- 1936: Cielito lindo
- 1937: Ave sin rumbo
- 1937: Diaz der Stierkämpfer (¡Ora Ponciano!)
- 1937: La madrina del diablo
- 1937: La mujer de nadie
- 1937: La paloma
- 1938: Noches de gloria
- 1938: Ojos tapatios
- 1938: Mexico lindo
- 1938: La Golondrina
- 1939: Un viejo amor
- 1939: Maria
- 1939: Capitan Aventurero
- 1939: Perfidia
- 1939: Café Concordia
- 1940: El Cavilan
- 1940: Madre e la fuerza
- 1940: Hombre o demonio
- 1941: El secreto del sacerdote
- 1941: Las tres viudas de papa
- 1942: Secreto eterno
- 1942: Caballería del imperio
- 1942: Yolanda (Brindis al amor)
- 1943: El jorobado
- 1943: Doña Barbara
- 1943: Fantasia ranchera
- 1944: Miguel Strogoff
- 1944: Nana
- 1944: Gran Hotel
- 1944: Amok
- 1945: Crepuscolo
- 1945: Pepita Jimenez
- 1946: Vertiga
- 1946: María Magdalena, pecadora de Magdala
- 1946: Palast der Sünde (La otra)
- 1947: Bel Ami
- 1947: La diosa arrodillada
- 1948: Reina de reinas: La Virgen María
- 1948: Cortesana
- 1948: Revancha
- 1949: Bamba
- 1949: Coqueta
- 1950: Doña diabla
- 1950: Perdida
- 1950: Pobre corazón
- 1950: Entfesselte Moral (Aventurera)
- 1951: Deseada
- 1951: Opfer der Leidenschaft (Sensualidad)
- 1951: Der Weg, der zum Himmel führt (Subida al cielo)
- 1952: Mujeres sacrifadas
- 1952: Rostros olividados
- 1953: Brandung der Leidenschaft
- 1953: Die Hochmütigen (Les orgueilleux)
- 1953: In Rio verschwunden (Aventura en Rio)
- 1954: Robinson Crusoe
- 1954: Los Fernandez de Peralvillo
- 1954: Sombra verde
- 1955: Playa prohibida
- 1955: Maria la voz
- 1955: Musica en la noche
- 1955: Der kleine Rebell (The Littlest Outlaw)
- 1955: Verbrecherische Hände (En la palma de tu mano)
- 1955: Adam und Eva (Adan y Eva)
- 1956: Chilam Balam
- 1956: Mi desconocida esposa
- 1956: Tizóc
- 1957: Los salvajes
- 1957: Zehn Tage nach Tulare (Ten Days to Tulare)
- 1958: König der Banditen (Villa!)
- 1958: Kampf auf Leben und Tod (Last of the Fast Guns)
- 1958: Der Sierra-Baron (Sierra)
- 1959: Heiße Grenze (The Wonderful Country)
- 1959: Sube y baja
- 1959: Los hijos ajenos
- 1960: Mi madre es culpable
- 1960: For the Love of Mike
- 1961: Rumbo a Brasilia
- 1962: Das letzte Kommando (Geronimo)
- 1962: Pueblito
- 1962: Ohne Moral (Of Love and Desire)
- 1964: Cuando acaba la noche
- 1965: Zeit des Sterbens (Tiempo de morir)
- 1965: Schwarzer Sturm (Viento negro)
- 1966: Juan Colorado
- 1967: La soldadera
- 1967: Los traidores de San Angel
- 1967: No hay cruces en el mar
- 1967: La guerrillera de Villa
- 1968: Corazón salvaje
- 1968: El zangano
- 1969: Andante
- 1970: Remolinos de pasiones
- 1970: Los años vacios
- 1971: Bang bang al hoyo
- 1971: Rancho al miedo
- 1972: Die Rache der 1000 Katzen (La noche de los mil gatos)
- 1972: El castillo de la pureza